# Kelso (Missouri)
Kelso è un villaggio degli Stati Uniti d'America, situato nello Stato del Missouri, nella contea di Scott.